# Molac
Molac är en kommun i departementet Morbihan i regionen Bretagne i nordvästra Frankrike. Kommunen ligger i kantonen Questembert som tillhör arrondissementet Vannes. År 2022 hade Molac 1 636 invånare.

## Befolkningsutveckling
Antalet invånare i kommunen Molac
| Referens: INSEE |